# Robbinsville (North Carolina)
Robbinsville ist eine Town in Graham County im Bundesstaat North Carolina der Vereinigten Staaten von Amerika. Das U.S. Census Bureau ermittelte bei der Volkszählung 2020 eine Einwohnerzahl von 597.
Die Gemeinde ist der Verwaltungssitz des Countys.
Teile des Filmes Nell mit Jodie Foster in der Hauptrolle wurden in der Region um Robbinsville gedreht.

## Geographie
Robbinsville liegt bei den Koordinaten 35° 19′ N, 83° 48′ W. Nach Angaben des United States Census Bureau umfasst das Gebiet der Stadt 1,2 Quadratkilometer, davon liegen alle Flächen an Land.

## Demographie
Nach der Volkszählung im Jahr 2000 lebten in Robbinsville 747 Menschen in 346 Haushalten und 207 Familien. Die Bevölkerungsdichte beträgt 1663 Einwohner pro km². Ethnisch betrachtet setzt sich die Bevölkerung zusammen aus 94,4 % weißer Bevölkerung, 4,4 % Indianern und 0,5 % aus anderen Ethnien; 0,7 % stammten von zwei oder mehr Ethnien ab. 0,7 % der Bevölkerung waren spanischer oder lateinamerikanischer Abstammung.
Von den 346 Haushalten hatten 25 % Kinder unter 18 Jahren, die bei ihnen lebten, 40 % davon waren verheiratete, zusammenlebende Paare, 17 % waren allein erziehende Mütter und 40 % waren keine Familien. 38 % waren Singlehaushalte und in 20 % lebten Menschen mit 65 Jahren oder älter. Die Durchschnittshaushaltsgröße betrug 2,14 und die durchschnittliche Familiengröße war 2,85 Personen.
24,8 % der Bevölkerung waren unter 18 Jahre alt. 10,4 % zwischen 18 und 24 Jahre, 25,6 % zwischen 25 und 44 Jahre, 21,2 % zwischen 45 und 64, und 18,1 % waren 65 Jahre alt oder älter. Das Durchschnittsalter betrug 37 Jahre. Auf 100 weibliche Personen kamen 92,5 männliche Personen. Auf 100 Frauen im Alter von 18 Jahren oder darüber kamen 80,1 Männer.
Das jährliche Durchschnittseinkommen eines Haushalts betrug 14.688 US-$ und das jährliche Durchschnittseinkommen einer Familie betrug 21.705 $. Männer hatten ein durchschnittliches Einkommen von 16.912 $, Frauen 14.886 $. Das Prokopfeinkommen betrug 10.275 $. 34,5 % der Bevölkerung und 26,5 % der Familien lebten unterhalb der Armutsgrenze. 46,6 % von ihnen waren Kinder und Jugendliche unter 18 Jahren und 37,8 % waren 65 Jahre oder älter.

## Persönlichkeiten
- Junaluska (um 1775–1858), Krieger der Cherokee
- James M. Moody (1858–1903), Politiker
- Ronnie Milsap (* 1943), Countrymusiker
- Wade Crane (1944–2010), Poolbillardspieler
- Rodney Orr (1962–1994), Rennfahrer (NASCAR)